# Football and Athletic Club
Football and Athletic Club foi uma agremiação esportiva da zona norte do Rio de Janeiro, fundada em 27 de junho de 1904. 

## História

Outro escudo

Foi criado por moradores das redondezas do Andaraí e Engenho Velho. Sua sede era no Andaraí, e seu campo de futebol era na Rua Campos Sales, na Tijuca, razão pela qual o clube é frequentemente citado como sendo deste bairro.
Suas cores eram o vermelho e o branco. Seu uniforme consistia em camisas vermelhas com o monograma F.A.C. em branco no peito e calções brancos. Sua bandeira era listrada em vermelho e branco na horizontal com o monograma no quadrante superior esquerdo em vermelho, em estilo semelhante à bandeira dos Estados Unidos.
Em uma partida amistosa contra o Bangu, em 1904, o clube usou um uniforme tricolor (verde, branco e vermelho).
O clube seguiu vencendo amistosos e logo tornou-se uma das mais fortes equipes da cidade, contando com bom número de sócios na zona norte.
A partir da iniciativa dos dirigentes do Athletic, este em conjunto com os clubes Fluminense, Botafogo, Bangu, Paysandu e Rio Cricket fundaram a Liga Metropolitana de Football, que organizou o Campeonato Carioca de 1906. O Athletic, no entanto, terminou em último lugar.
A partir de 21 de novembro de 1906 mudou a sua denominação Associação Athletica Internacional. Em 1907, também disputou o campeonato ao ficar em 3° lugar, empatado com o Paysandu. A Internacional ainda seguiu disputando alguns poucos amistosos, até o seu fim definitivo, nos idos de 1912.
Primeira Diretoria: Claudino Reis (Presidente), Arthur Irineu de Souza (Procurador), Joaquim José de Almeida Coutinho (Thesoureiro) e Oscar Fagundes (Secretário). 
Diretoria de 1906: Santiago Rivaldo (Presidente), José da Rocha Gomes (Vice-Presidente), Lindolpho Costa (1° Secretário), Gaspar Marques Leite (2° Secretário), Armando de Carvalho (1° Thesoureiro), Arnaldo Werneck Campello (2° Thesoureiro), João Leite (Procurador), Comissão de Campo: Hildebrando Paranhos, Alberto Alvarenga (“Baby”), John Walmsley e Álvaro Alvarenga.

### Football & Athletic Club no Campeonato Carioca de 1906
06/05 – Rio Cricket AA 7 x 0 F Athletic C (Rua Da Constituição, Icarahy, Nictheroy).
Athletic: Octávio Nascimento Silva, Arthur Luiz Maia e Hildebrando Paranhos; Gaspar Marques Leite, César Paranhos e Sérgio Serra Pinto; Alberto “Baby” Alvarenga, John Walmsley, Amado Guy Filho, Júlio Cramer e Adhemar Faria.
Gols: Mutzenbecher (4) e Vero (3).
20/05 – Bangu AC 3 x 1 F Athletic C (Rua Ferrer).
Athletic: Octávio Nascimento Silva, Arthur Luiz Maia e Hildebrando Paranhos; Luiz Steele, César Paranhos e Gaspar Marques Leite; Adhemar Faria, Júlio Cramer, Amado Guy Filho, Alberto “Baby” Alvarenga e John Walmsley.
Gols: Tom Harrison, Charles Hill e Alexander Leigh (Bangu); Alberto “Baby” Alvarenga (Athletic).
08/07 – Botafogo FC 5 x 0 F Athletic C (Rua Guanabara).
Athletic: M. J. Maragliano, Herbert Ellis e Hildebrando Paranhos; Gaspar Marques Leite, Arthur Luiz Maia e César Paranhos; Alberto “Baby” Alvarenga, John Walmsley, Stuart James Allen, Adhemar Faria e Amado Guy Filho.
Gols: Ataliba Sampaio (2), Flávio Ramos, Gilbert Hime e Emmanuel Sodré.
14/07 – Fluminense FC 7 x 0 F Athletic C (Rua Guanabara).
Athletic: J. M. Maragliano, Arthur Luiz Maia e Armindo de Lalôr Motta; Djalma Bittencourt, Octávio Nascimento Silva e Alfredo Muniz Barreto “Botafogo”; Carlos Leite, Leopoldo de Souza Leite, Manuel Antônio Souza Netto, Manuel Freitas e Álvaro Alvarenga.
Gols: Horácio Costa Santos (2), Edwin Cox (2), Félix Frias (2) e Gulden. Árbitro: José Fernando Macedo Soares.
Obs: 1. Segundo a Gazeta de Notícias, Djalma Bittencourt foi registrado como Adjalma Bittencourt, por isso às vezes publicavam A. Bittencourt e em outras D. Bittencourt; 2. Álvaro Alvarenga era irmão de Alberto “Baby” Alvarenga.
22/07 – F Athletic C 0 x 8 Paysandu (Rua Guanabara).
Athletic: Arnaldo Cerqueira, Armindo de Lalôr Motta e Arthur Luiz Maia; César Paranhos, Herbert Ellis e Hildebrando Paranhos; Alfredo Muniz Barreto “Botafogo”, Adhemar Faria, Stuart James Allen, John Walmsley e Djalma Bittencourt.
Gols: C. Robinson (3), McCulloch (2), Leo Yeats, E. Pullen e L. H. Wood.
26/08 – F Athletic C 0 x 7 Bangu AC (Rua Paysandu).
Athletic: J. Clayton, Arthur Luiz Maia e Herbert Ellis; César Paranhos, Hildebrando Paranhos e Leopoldo Souza Leite; G. Nascimento, Adhemar Faria, Stuart James Allen, John Walmsley e Júlio Cramer.
Gols: J. Mac Phail (4), Robert Cross (2) e Alexander Leigh.
09/09 – F Athletic C 0 x 11 Fluminense FC (Rua Guanabara).
Athletic: Ary Werneck, Herbert Ellis e Arthur Luiz Maia; César Paranhos, Hildebrando Paranhos e Arnaldo Cerqueira; Adhemar Faria, Áttila C. Aché, Stuart James Allen, John Walmsley e Edgard Torres.
Gols: Horácio Costa Santos (4), Edwin Cox (2), Buchan (2), Emile Etchegaray (2) e Félix Frias.
23/09 – F Athletic C 1 x 5 Botafogo FC (Rua Guanabara).
Athletic: Octávio Nascimento Silva, Herbert Ellis e Arthur Luiz Maia; Hildebrando Paranhos, César Paranhos e Arnaldo Cerqueira; Stuart James Allen, Adhemar Faria, John Walmsley, Alberto “Baby” Alvarenga e Edgard Torres.
Gols: Adhemar Faria (Athletic); Flávio Ramos (2), Gilbert Hime, Norman Hime e Raul Teixeira Rodrigues (Botafogo).
12/10 – Paysandu CC 2 x 0 F Athletic C (Rua Guanabara).
Athletic: Ary Werneck, Arthur Luiz Maia e Armindo de Lalôr Motta; Djalma Bittencourt, César Paranhos e Agenor Cândido Vianna; Áttila C. Aché, Adhemar Faria, A. D. May, John Walmsley e Alfredo Muniz Barreto “Botafogo”.
Gols: L. H. Wood e McCulloch.
28/10 – F Athletic C x Rio Cricket AA (Rua Guanabara).
O Rio Cricket não compareceu.
04/11 – F Athletic C 5 x 2 Riachuelo FC (Rua Guanabara).
Prova Eliminatória.
Athletic: Ary Werneck, Arthur Luiz Maia e Armindo de Lalôr Motta; Agenor Cândido Vianna, César Paranhos e Djalma Bittencourt; Stuart James Allen, John Walmsley, Alfredo Muniz Barreto “Botafogo”, Adhemar Faria e Amado Guy Filho.
Gols: John Walmsley (2), Stuart James Allen (2) e Alfredo Muniz Barreto “Botafogo” p/o Athletic; Barroso Magno (2) p/o Riachuelo.
RETROSPECTO DO F. ATHLETIC C. NO CAMPEONATO CARIOCA DE 1906 E MAIS ELIMINATÓRIA, ÚLTIMO DA 1ª DIVISÃO CONTRA O CAMPEÃO DA 2ª DIVISÃO, AMBOS DE 1906
Jogos – 10 + 1 = 11
Vitória – 1 + 1 = 2
Empate – 0 + 0 = 0
Derrotas – 9 + 0 = 9
Gols Pró – 2 + 5 = 7
Gols Contra – 55 + 2 = 57

### Associação Athletica Internacional, ex-Football & Athletic Club, no Campeonato Carioca de 1907
05/05 – AA Internacional 0 x 5 Fluminense FC (Rua Guanabara). 2° quadro: Flu 6 a 2.
AA Internacional (1° quadro): Frank H. Slade, Armindo de Lalôr Motta e C. George Riether; Djalma Bittencourt, Conrado Mutzenbecher e E. G. H. Mitchell; Amado Guy Filho, J. A. McEwen, E. J. Morgans, V. E. Vero e Alberto “Baby” Alvarenga.
Gols: Oswaldo Gomes, João Modesto Leal, Reidy, Emile Etchegaray e Félix Frias.
AA Internacional (2° quadro): Ary Werneck, Sérgio Serra Pinto e W.J.W. Nicholas; José Porphirio Miranda Netto, Paranhos (César, Ernesto ou Hildebrando) e Agenor Cândido Vianna; Manuel Antônio Souza Netto, Victor Crespo de Castro, Alfredo Muniz Barreto “Botafogo”, José Rocha Gomes e Ontário de Souza Villain.
Gols: Agenor Cândido Vianna e Alfredo Muniz Barreto “Botafogo” (AA Internacional); Alex Martins (3), Affonso Castro, Porthos Duque Estrada e T. Aranha (Fluminense FC).
26/05 – Paysandu CC 1 x 0 AA Internacional (Rua Guanabara).
AA Internacional: Ary Werneck, George C. Riether e Armindo de Lalôr Motta; Cesar Hill, Conrado Mutzenbecher e E. G. H. Mitchell; Amado Guy Filho, E. J. Morgans, J. A. McEwen, C. A. F. Butler e Alberto “Baby” Alvarenga.
Gol: Noble.
14/07 – AA Internacional 0 x 2 Botafogo FC (Rua Guanabara). 2° quadro: Bota 6 a 1.
AA Internacional (1° quadro): Edwin Montagne Wilkes, Armindo de Lalôr Motta e C. George Riether; C. A. F. Butler, Conrado Mutzenbecher e E. G. H. Mitchell; Amado Guy Filho, Durant, Weymar, J. A. McEwen e Djalma Bittencourt.
Gols: Ataliba Sampaio e Raul Teixeira Rodrigues.
AA Internacional (2° quadro): Ary Werneck, Frank H. Slade e Hildebrando Paranhos; Agenor Cândido Vianna, Cesar Hill e Ontário de Souza Villain; Manuel Antônio Souza Netto, Stuart James Allen, Victor Crespo de Castro, John Walmsley e Alberto “Baby” Alvarenga.
Gol: John Walmsley (GN) ou Victor Crespo de Castro (JB); Henrique Teixeira (3), Rolando de Lamare (2) e Cramer p/o Botafogo.
29/09 – Botafogo FC x AA Internacional (Rua Guanabara). 2° quadro: Botafogo 3 a 0.
A Associação Athletica Internacional não quis completar o 1° quadro com jogadores do 2° time e não entrou em campo para enfrentar o Alvinegro.
AA Internacional (2° quadro): Ary Werneck, Agenor Cândido Vianna e Ernesto Paranhos; Alfredo Muniz Barreto “Botafogo”, César Paranhos e Octávio Nascimento Silva; Álvaro Rocha Gomes, Paulo Martins Ribeiro, José Rocha Gomes, Victor Crespo de Castro e Manuel Antônio Souza Netto.
Gols: Viveiros de Castro, Cramer e Rolando de Lamare (todos no 2° tempo).
06/10 – Fluminense FC x AA Internacional (Rua Guanabara).
O Sr. Secretário da Liga Metropolitana de Sports Athleticos pede que levemos ao conhecimento de nossos leitores que não se realizará hoje o return match entre o Fluminense Football Club e a Associação Athletica Internacional por ter sido esta associação suspensa de jogos pela Liga. Fonte: Jornal do Commercio (de 06/10/1907).
20/10 – AA Internacional 2 x 1 Paysandu CC (Rua Guanabara).
AA Internacional: Edwin Montagne Wilkes, George C. Riether e Agenor Cândido Vianna; César Paranhos, Conrado Mutzenbecher e Ernesto Paranhos; Djalma Bittencourt, José Rocha Gomes, A. Houghton, J. A. McEwen e Weymar.
Gols: Ernesto Paranhos e José Rocha Gomes (AA Internacional); Leo Yeats (Paysandu).
RETROSPECTO DA AA INTERNACIONAL NO CAMPEONATO CARIOCA DE 1907
Jogos – 6
Vitória – 1
Empate – 0
Derrotas – 5
Gols Pró – 2
Gols Contra – 9
RETROSPECTO DO ATHLETIC/INTERNACIONAL NOS CAMPEONATOS CARIOCAS DE PRIMEIRO QUADRO/TIME E ELIMINATÓRIA (1906 E 1907)
Jogos – 10 + 1 + 6 = 17
Vitórias – 1 + 1 + 1 = 3
Empate – 0 + 0 + 0 = 0
Derrotas – 9 + 0 + 5 = 14
Gols Pró – 2 + 5 + 2 = 9
Gols Contra – 55 + 2 + 9 = 66
(*) O livro Campeonato carioca: 1902-1996, de Roberto Assaf e Clóvis Martins cita erroneamente o surgimento do Football and Athletic como sendo de 1903; mas o clube foi fundado em 1904 conforme fontes da época como o Jornal do Brasil, Jornal do Commercio e O Imparcial.